# Ion Aldea-Teodorovici

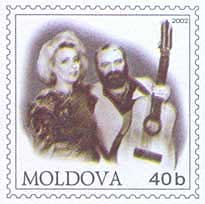
Timbru poștal cu Doina și Ion Aldea-Teodorovici

Ion Aldea-Teodorovici (n. 7 aprilie 1954, Leova, URSS – d. 30 octombrie 1992, Coșereni, Ialomița, România) a fost compozitor și cântăreț din Republica Moldova.

## Biografie
Ion Aldea-Teodorovici s-a născut pe 7 aprilie 1954, de Buna Vestire, în orașul Leova, RSS Moldovenească. Tatăl său, Cristofor Teodorovici, a fost preot, dar, în perioada de ocupație sovietică a fost nevoit să se retragă din biserică. Mama sa, Maria Aldea, a fost moașă. Ion a fost cel mai mic dintre cei trei copii din familie, ceilalți doi frați fiind Adrian (care era de la o altă mamă) și Petre. Câțiva ani, tatăl său a fost solist în Capela corală „Doina”, apoi, căsătorindu-se cu Maria Aldea, se întoarce acasă, în Leova, unde lucrează ca profesor de muzică și conduce corul Școlii moldovenești nr. 2 din localitate. De la tatăl său, Ion a moștenit dragostea față de muzica sacră, care l-a inspirat în piesele pe care avea să le scrie mai târziu. Și tot la îndemnul tatălui, la vârsta de cinci ani, a început să studieze vioara și pianul. Fratele său, Petre Teodorovici, devenit și el compozitor, a crescut mai mult în casa bunicilor, iar Ion a fost mai mult „băiatul tatei”. Dar, ca și fiul său Cristi, la numai zece ani, Ion a rămas fără tată.
În 1961 mama sa îl aduce la Chișinău, la Școala de Muzică „Eugeniu Coca” (astăzi Liceul de Muzică „Ciprian Porumbescu”), unde Ion studiază clarinetul, până în 1969, când se înscrie la "Școala medie de muzică" din Tiraspol, unde studiază saxofonul și pe care o absolvește în 1973. Este înrolat în armata sovietică în orașul Zaporojie, RSS Ucraineană; aici, tânărul artist devine artilerist. L-a salvat de manevrele militare un general ucrainean, mare amator de jazz-band care, într-o zi, a ascultat întâmplător, la radio, în cadrul emisiunii pentru ostași, cântecul „Crede-mă, iubire”, intepretat de Sofia Rotaru și semnat de tânărul compozitor Ion Aldea-Teodorovici.
Din 1975 și până în 1981, când devine student la Facultatea de compoziție și pedagogie a Conservatorului "G. Musicescu" din Chișinău, activează în cadrul formației de muzică ușoară „Contemporanul” condusă de compozitorul Mihai Dolgan. Aici se produce în calitate de instrumentist, compozitor și solist. Tot în acești ani, lansează piesa „Seară albastră”, a cărei paternitate a fost disputată un timp între el și fratele său Petre Teodorovici, cu care semnase anterior câteva piese comune, începând cu această piesă, compozitorul a cunoscut dulceața și amarul succesului.

În 1981 Ion se căsătorește cu Doina Marin. La 5 august 1982 se naște fiul lor, Cristofor Aldea-Teodorovici. Tot pe atunci, duetul Doina și Ion este lansat la o seară de creație a poetului Grigore Vieru. Din 1981 până în 1988 Ion este student la Conservatorul „Gavriil Musicescu” din Chișinău, Facultatea Compoziție.
În anul 1985 participă, ca parte a programului cultural, la școala pentru tinerii savanți, care a avut loc la Vadul lui Vodă alături de poetul Grigore Vieru 
În perioada 1982-1992 își desfășoară activitatea interpretativă și creatoare în
duet cu soția sa. Fiind respins la Radio și Televiziune, Ion ia chitara în brațe și pornește împreună cu Doina să cutreiere satele Moldovei. În anul 1986 înființează formația „Telefon”, apoi „DIATE”. În 1987 activează la Academia de Muzică, Teatru și Arte Plastice din Chișinău. În 1989 i se conferă titlul onorific Artist Emerit din Moldova.
A scris muzică simfonică, de cameră, cântece pentru copii, pentru filme, pentru spectacole dramatice. Când era mai trist, scria muzică sacră.
Împreună cu soția sa a militat pentru re-unirea Basarabiei cu România. A optat pentru revenirea la limba română și grafia latină. Soții Ion și Doina Aldea-Teodorovici sunt primii care în anii 90' au cântat despre limba română, Eminescu.

## Interpret al Independenței
La 27 august 1991, Ion și Doina Aldea-Teodorovici au cântat pentru Suveranitate și Independență la Marea Adunare Națională, apoi au plecat, imediat, la Festivalul de la Mamaia, unde Doina avea să spună: "Vin aici direct din Piața Marii Adunări Naționale din Chișinău, să vă aduc salutul libertății noastre".
În mai 1992, împreună cu poeții Grigore Vieru și Adrian Păunescu, au cântat în fața luptătorilor din războiul de pe Nistru, pentru a le ridica moralul. S-au aflat la o distanță de circa 300 de metri de tancurile și lunetele inamicilor.

## Decesul

Locul de la intrarea în Coșereni (jud. Ialomița) unde a avut loc tragicul accident

În noaptea de 29/30 octombrie 1992, la orele 2.30, mașina în care se deplasau Ion și Doina Aldea-Teodorovici spre Chișinău a intrat într-un copac în apropierea localității Coșereni, la 49 de kilometri de București, România. În mașină se aflau patru persoane, șoferul și însoțitorul au scăpat fără nici o zgârietură în timp ce Ion și Doina, aflați pe bancheta din spate, au fost striviți între greutatea mașinii și copacii de pe marginea drumului. Moartea celor doi a fost percepută la data respectivă ca o tragedie națională.

### Funeralii naționale

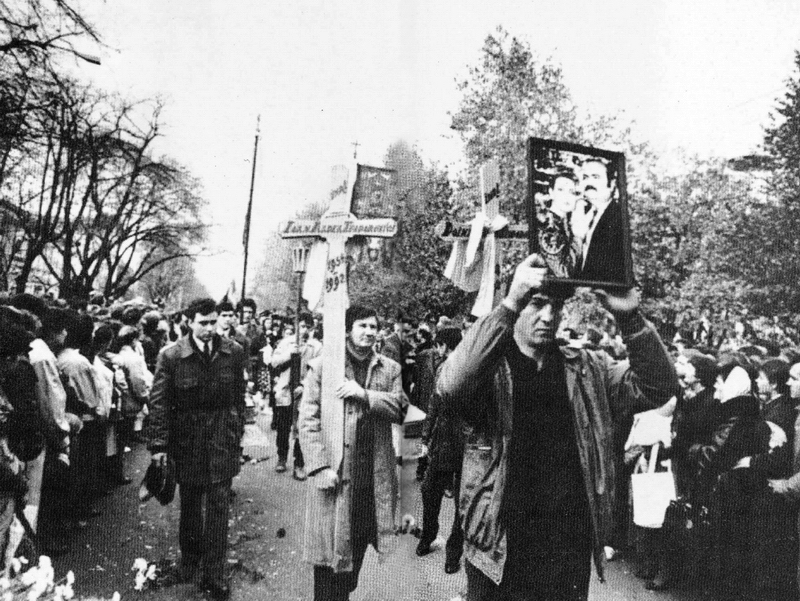
Pe ultimul drum...

Înmormântarea lui Ion și Doina Aldea-Teodorovici a avut loc la 3 noiembrie 1992 la Cimitirul Central din Chișinău. O asemenea mulțime n-a mai fost adunată de la proclamarea independenței. Ziarul "Moldova Suverană", 5 noiembrie 1992: "Marți, 3 noiembrie, întreaga Republică Moldova și-a luat rămas bun de la Doina și Ion Aldea-Teodorovici care, în scurta lor viață pământească, au devenit un simbol al cântecului de libertate și a celor mai sacre aspirații ale românilor din stânga Prutului. La ora 10.30. Spre Opera Națională din Chișinău, în a cărei incintă au fost așezate sicriile, se revarsă mulțime de lume pentru ultima întâlnire cu renumiții și îndrăgiții artiști. La 12.30 sicriile sunt scoase și purtate prin marea de oameni. Înregistrarea pe banda magnetică, răsună vocea Doinei și a lui Ion Aldea-Teodorovici. în nenumărate acorduri ale cântecului "Suveranitate", interpretat de ei acum doi ani în chiar această Piață sunt purtate pe umeri spre Cimitirul Central de pe strada Armenească din Chișinău. Cei doi neîntrecuți cântăreți, Doina și Ion, nedespărțiți în moarte ca și în viață, au rămas să-și doarmă somnul de veci alături, lângă biserica vechiului cimitir al Chișinăului.

## Opera
Ion Aldea-Teodorovici a scris peste 300 de cântece patriotice, lirice și pentru copii.

## Ediții muzicale
- «Ochii tăi, Moldovă». Culegere de muzică folc. Chișinău, ed. "Literatura Artistică", 1982.

## Discografie
| Albumul „Clopotul Învierii” - Maluri de Prut - Suveranitate - Eminescu, - Trei Culori - Bucurați-vă prieteni - Iartă-mă - Limba română - Pentru ea (Lacrima limbii noastre) - Sărut femeie mâna ta (Sfântă ni-i casa) - Reaprindeți candela... - Focul din vatră - Imensitate - Clopotul Învierii - Răsai - Două lacrimi gemene - Indiferența - Tu cauți o inimă simplă - Un nume pe zapadă - Floare dulce de tei - O serenadă | Albumul ”Două vieți și o dragoste” - Balada familială - Fuga - Don Juan - Copilul din leagăn - La restaurant - Bucurați-vă - Comment ca va - Nu te-ai priceput - Carnaval - Pace lumii - Ia-mă cu tine - Hai, hai - Spuneți-mi vă rog - Ninge - Ce farmece - Vârsta dragostei - Un telefon - Spectatorii - O umbrelă |

### Muzică pentru filme
- "Iona"
- "Disidentul"
- "Ce te legeni, codrule"

### Piese de teatru
- ”Aventurile celor 4 gemeni” - regia lui Victor Ignat la Teatrul ”Luceafărul” din Chișinău
- "Fântână Anghelinei" - dram. A. Burac,  Teatrul găgăuz din Ciadâr-Lunga
- "Dragă, constățeanule" - dram. Gh. Malarciuc
- "Abecedarul" - dram. D. Matcovschi,  în regia lui Veniamin Apostol, Teatrul Național ”A.S. Puskin”
- "Tata" - dram. D. Matcovschi,  în regia lui Veniamin Apostol, Teatrul Național ”A.S. Puskin”
- "Pomul vieții"  - dram. D. Matcovschi, în regia lui Veniamin Apostol, Teatrul Național ”A.S. Puskin”
- ”Casa Nebunului” de Tudor Popescu, în regia lui Victor Ignat, Teatrul ”B.P. Hasdeu” din Cahul

A scris muzică instrumentală, "Rapsodie"; variații pentru pian, cvintet pentru coarde.